# Bobby Brackins
Bobby Brackins (* 14. September 1988 in Oakland) ist ein US-amerikanischer Rapper.

## Biografie
Als 17-Jähriger hatte Brackins mit der Band Go Dav erste lokale Erfolge im Norden Kaliforniens. 2009 unterschrieb er einen Vertrag mit Tycoon Status Entertainment und veröffentlichte seine erste Solosingle Skinny Jeans. Im Jahr darauf hatte er mit dem selbst geschriebenen 143 (ein SMS-Code für I Love You) einen Hit in der San Francisco Bay Area. Daraufhin wurde Universal Republic auf ihn aufmerksam und engagierte ihn für eine landesweite Veröffentlichung. Die Nummer wurde zusammen mit Ray J neu aufgenommen und erreichte im Sommer 2010 Platz 76 der US-amerikanischen Billboard Hot 100.

## Diskografie

### Alben
- 2016: To Live For

### Singles
- 2009: Skinny Jeans
- 2010: 143 (feat. Ray J, 2010)
- 2010: I Say Hella (feat. Dev)
- 2010: Oh Yeah (feat. Too Short)
- 2010: Mobbin’ (feat. Dev)
- 2011: Lesbian
- 2012: Earthquake